# Кибкало Євген Гаврилович
Кибкало Євген Гаврилович (12 лютого 1932, Київ — 12 лютого 2003, Москва) — радянський оперний співак (баритон) і музичний педагог. Народний артист РРФСР (1970).
Закінчив Московську консерваторію (1956), учень Володимира Політковського. З 1956 року соліст Большого театру. Співоче навчання починав як бас, так як голос дозволяв вільно брати нижні, чисто басові ноти в контр-октаві. Стажувався в театрі «Ла Скала» (1963).
Співак демонстрував чудову співочу обдарованість і навченість, голос може вважатися еталонним по баритоновому звучанню, з ідеально вирівняним тембром і згладженими голосовими регістрами.
Систематичне перенапруження співочого апарату призвело до хронічного крововиливу в голосові складки, незмикання і формування співочого вузлика. Після невдалого оперативного втручання Кибкало був змушений залишити сцену в 1976 році, зосередившись на педагогічній діяльності. З 1979 року і до останніх днів життя викладав в Московській консерваторії. Професор (1993).
Похований в Москві на Ваганьковському кладовищі.